# Rethera
Rethera ist eine Gattung innerhalb der Schmetterlingsfamilie der Schwärmer (Sphingidae).

## Merkmale
Die Facettenaugen sind mäßiglang bewimpert. Die Labialpalpen sind abgestumpft und unten und seitlich abgerundet. Die Fühler sind am Ende keulenförmig verdickt und sind ganz kurz vor der Spitze hakenförmig gekrümmt. Das letzte Glied der Fühler ist kurz und nicht lang und fein, bei den Männchen sind nur Spuren einer Behaarung erkennbar. Die Epiphyse an den Schienen (Tibien) der Vorderbeine reichen über die Spitzen der Tibien hinaus. Die mittleren und hinteren Tibien sind ungleich bespornt, der lange Sporn ist weniger als halb so lang, als das erste Tarsenglied. Das erste Tarsenglied der Hinterbeine ist länger als die Tibien des mittleren Beinpaars und etwa gleich lang wie die Tibien der Hinterbeine. Pulvilli und Paronychia fehlen.
Sämtliche Präimaginalstadien sind nur von Rethera komarovi bekannt. Die Eier sind groß, eiförmig und haben eine glänzend blaugrüne Färbung. Sie tragen eine weiße, sich nach einigen Tagen braun färbende, das Ei umschließende Linie. Die Raupen haben eine kleine Kopfkapsel. Ihr Körper ist nach vorne verjüngt, wobei der Kopf und die ersten beiden Segmente des Thorax in das dritte Thoraxsegment und das erste Hinterleibssegment eingezogen werden können. Im letzten Raupenstadium ist das Analhorn nicht ausgebildet. Die Stigmen auf dem ersten bis achten Hinterleibssegment sind mit Augenflecken versehen. An den Seiten jedes Hinterleibssegments verlaufen unscharf abgegrenzte, schräge Linien. Die Puppe ist dunkelbraun und glänzt stark. Der Saugrüssel ist mit dem Körper verwachsen und bildet nach vorne eine der Gattung Hippotion ähnliche Auskrümmung, ist jedoch seitlich nicht abgeflacht. Der große Kremaster endet in einem Stachelpaar.

## Lebensweise
Die Raupen ernähren sich hauptsächlich von krautigen Pflanzen der Rötegewächse (Rubiaceae).

## Systematik
Es sind vier Arten aus dem Westen der Paläarktis bekannt, von denen lediglich Rethera komarovi auch im Südosten Europas vorkommt:
- Rethera afghanistana Daniel, 1958
- Rethera amseli Daniel, 1958
- Rethera komarovi  (Christoph, 1885)
- Rethera brandti O. Bang-Haas, 1937